# ハンス・ハインリヒ15世・フォン・ホッホベルク

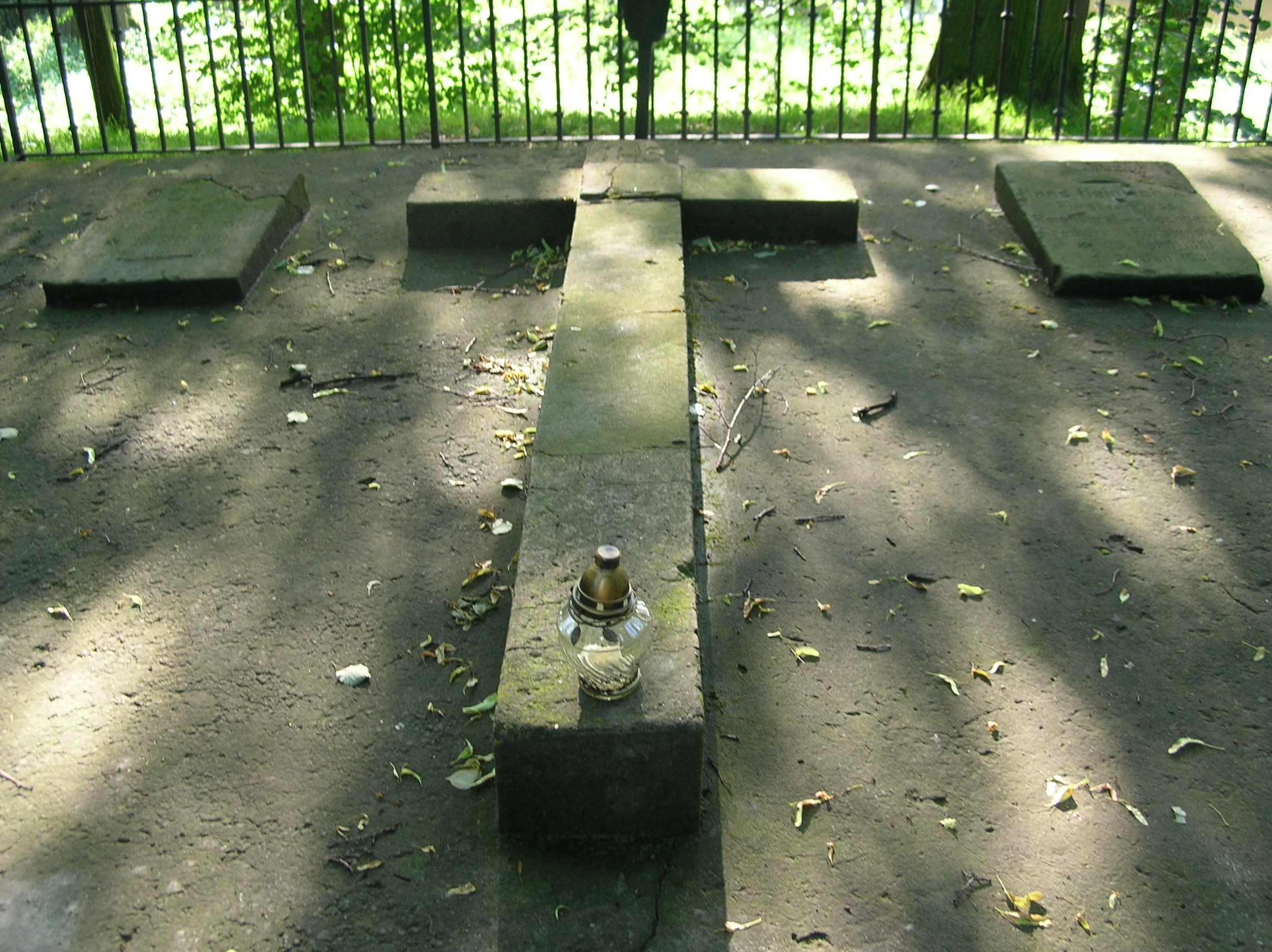
プシュチナにあるハンス・ハインリヒ15世の墓石

ハンス・ハインリヒ15世・フォン・ホッホベルク（Hans Heinrich XV. Graf von Hochberg, Fürst von Pleß, 1861年4月23日 - 1938年2月1日）は、ドイツ・プロイセンのシュタンデスヘル、実業家。プレス侯（在位：1907年 - 1918年）。シュレージエン地方有数の大地主で、鉱山経営により莫大な富を手にした。

## 生涯
プレス侯ハンス・ハインリヒ11世とその妻のクライスト伯爵夫人マリー（1828年 - 1883年）の間の長男として生まれた。大学卒業後の1880年にプロイセン軍に入隊し、最終的には名誉的な陸軍大佐まで昇進した。その後は外交官となり、ロンドンへの教皇特使団に書記官として随行した。1891年、イギリスの貴族社交界で有名な美人だったメアリー・テレーザ・コーンウォリス＝ウェスト（通名はデイジー）と結婚し、教皇特使団から退き、妻を伴って実家のフュルステンシュタイン城（Schloss Fürstenstein, 現在はクションシュ城）に戻った。
1907年に父の死に伴い、プレス侯領を始めとする5万ヘクタールもの広大な所領を受け継いだ。所領に含まれる山々には豊かな石炭の鉱床があり、しかもその大部分はまだ開発されていなかった。また侯領に属する森林地帯は、プレス侯爵家が保護・飼育していた希少種のヨーロッパバイソンの生息区域として非常に重要であった。別の持ち城であるプレス城（Schloss Pless, 現在はプシュチナ城）もフュルステンシュタイン城とともに、ヨーロッパ中の大貴族や富豪たちが集まる、国際的な社交の中心地として有名だった。
ハンス・ハインリヒ15世はドイツ皇帝ヴィルヘルム2世とは親友であり、皇帝は毎年秋になるとプレス侯爵家の所領に滞在して狩猟を楽しんだ。また、皇帝はプレス侯に秘密の外交任務を任せるなどした。第1次世界大戦中、プレス城は1か月以上ものあいだ皇帝の宿営として使用された。
第1次大戦後、プレス侯領が属するオーバーシュレージエン（上シレジア）地方は、ポーランドに帰属することになった。ハンス・ハインリヒ15世は1922年、オーバーシュレージエンの所領全体をポーランド政府に売却しようとしたが、失敗に終わった。ハンス・ハインリヒはやむなくポーランドの市民権を取得したものの、不愉快なポーランドでの生活を肯んぜず、何度も外国旅行をしたりドイツに所有する城で暮らすことを選んだ。
1922年に最初の妻デイジーと離婚した後、1925年1月25日にロンドンにおいて、スペイン貴族の第8代アルシコリャル侯爵の娘であるクロティルデ・デ・シルバ・イ・ゴンサレス・デ・カンダモ（Clotilde de Silva y Gonzalez de Candamo, 1898年 - 1978年）と再婚した。クロティルデとは40歳近い年齢差があったが、これが深刻な家庭内スキャンダルを生むことにつながった。ハンス・ハインリヒ15世が先妻との間にもうけた三男ボルコ（1910年 - 1936年）が、若い継母クロティルデと恋愛関係になったのである。プレス侯は1934年にクロティルデとの婚姻を無効とし、クロティルデが自分の息子ボルコと再婚するのを許した。
この醜聞と前後して、ハンス・ハインリヒ15世には家族との別の争いごとが持ち上がった。1932年にプレス侯が半身麻痺になると、長男のハンス・ハインリヒ17世（1900年 - 1984年）が父から侯爵家の財産管理権を奪い取ったのである。
ドイツ系少数住民であるプレス侯爵家が莫大な財産を経営管理していることは、ポーランド当局をいらだたせていた。この軋轢は結局、プレス侯爵家の経営する鉱山会社の滞納税支払いをめぐる訴訟にまで発展した。この裁判は1934年に判決が出され、プレス家の鉱山会社は強制的に国有化された。1937年、プレス侯爵家の資産を公用徴収（没収）から守ってきたジュネーヴ条約の規定が期限切れとなった。侯爵はポーランド政府の希望に応じて、財産の一部を国家に引き渡さねばならなくなった。ハンス・ハインリヒ15世は旧プレス侯領における鉱山領主権（Bergregal）を放棄した。鉱山会社の滞納税支払い問題は、プレス侯爵家がポーランド領内に有する所領の56%を国有化することで帳消しとなった。
1938年にハンス・ハインリヒ15世が世を去ると、相続人たちは父親がまとめて所有していた鉱山会社その他の経営企業の株券を、ばらばらに分けてしまった。もっとも翌1939年には、プレス侯爵家はポーランドを追われることになった。

## 子女
最初の妻デイジーとの間に3人の息子をもうけた。
- ハンス・ハインリヒ17世（1900年 - 1984年） - プレス侯家家長
- アレクサンダー・フリードリヒ・ヴィルヘルム・ゲオルク・コンラート・エルンスト・マクシミリアン（1905年 - 1984年） - プレス侯家家長
- ボルコ・コンラート・フリードリヒ（1910年 - 1936年）

2番目の妻クロティルデとの間には1男1女をもうけた。
- ベアトリクス・マリア・ルイーゼ・マルガレーテ（1929年 - ）
- コンラート（1930年 - 1934年）

クロティルデは再婚した継息子のボルコとの間にも1男1女をもうけている（ハンス・ハインリヒ15世の孫はこの2人だけである）。